# Deutsche Licenz Tatra

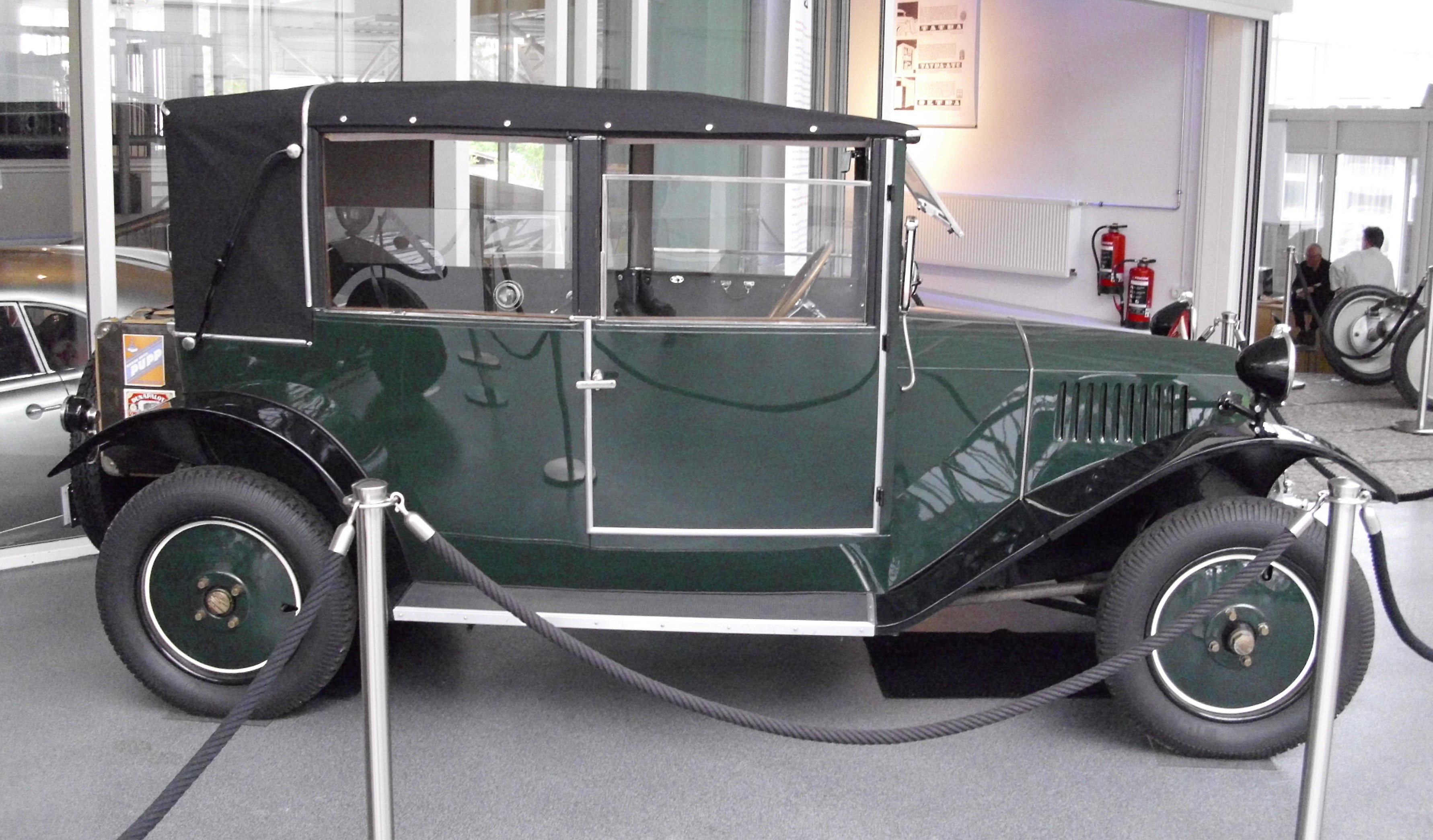
Tatra 11 Delta (1927)

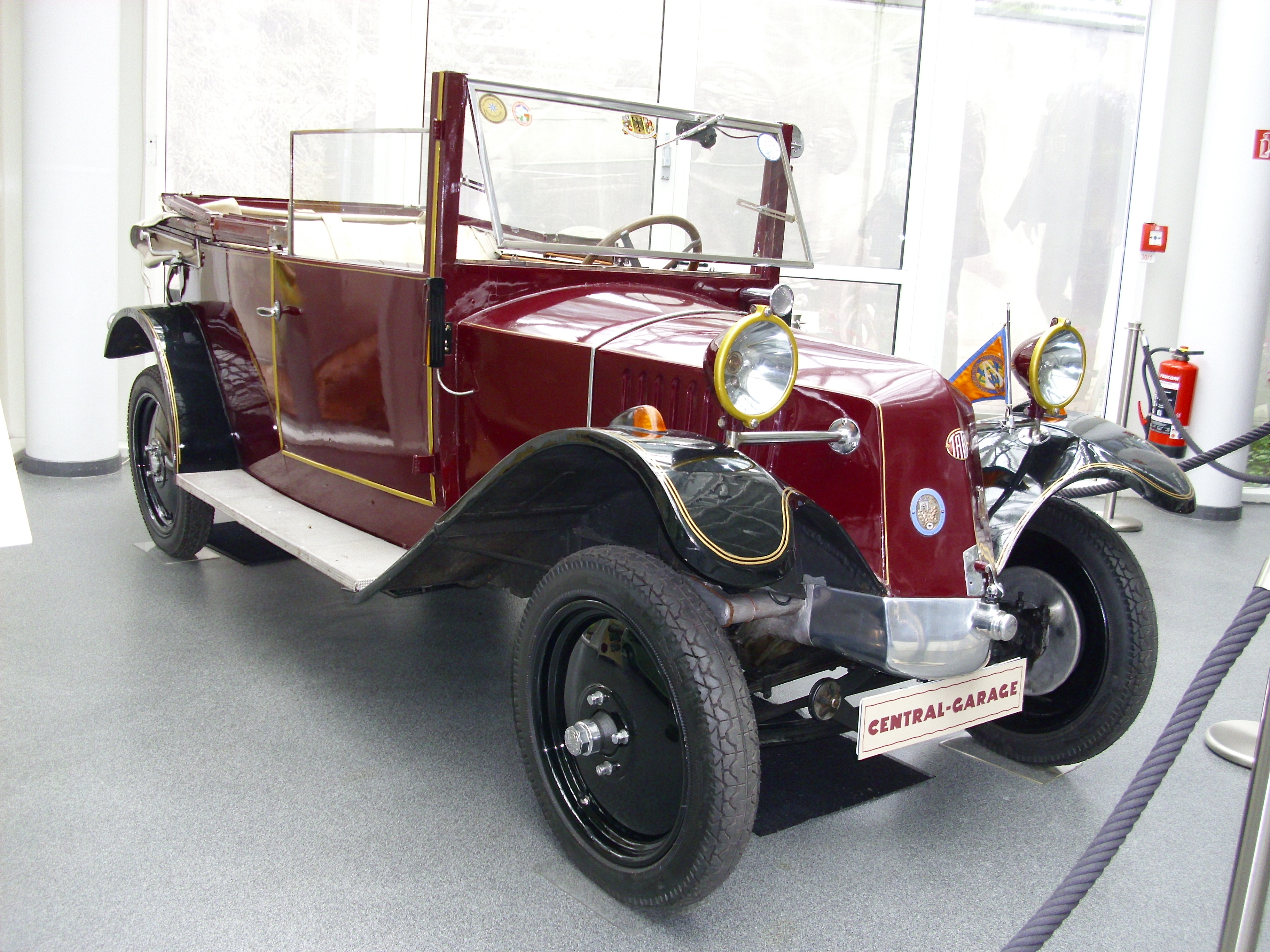
Tatra 4/14 PS Detra (1928)

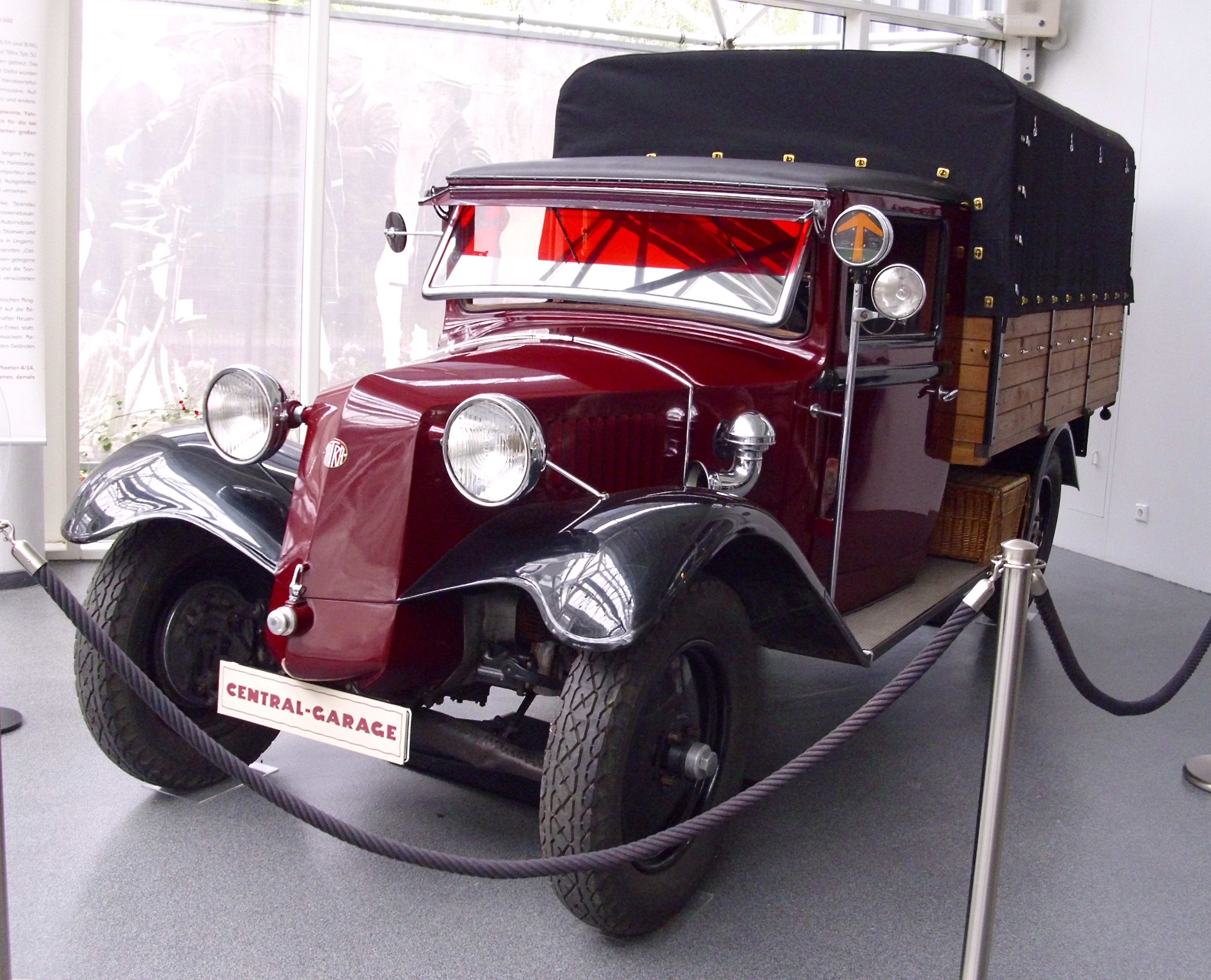
Tatra 8/40 PS Detra (1931)

Deutsche Licenz Tatra Automobile Betriebsgesellschaft mbH, zkráceně Delta, od roku 1928 Detra, byl německý výrobce automobilů.

## Historie
Československá firma Tatra založila společnost Deutsche Licenz Tatra v roce 1925 jako montážní závod se sídlem v Frankenallee 98–102 ve Frankfurtu nad Mohanem. Závod vznikl s cílem snížit dovozní cla a k překonání dalších byrokratických překážek pro export vozů Tatra na německý trh. Z podobných důvodů vznikly i firmy Austro-Tatra ve Vídni a Unitás v maďarské Budapešti. Navíc v Německu byl v té době provoz pravostranný a v Československu byly vyráběny automobily převážně pro levostranný provoz. Vedením továrny byl pověřen Arthur von Mumm. Vozidla nesla značku Tatra. Výroba byla ukončena v roce 1933 a společnost zanikla v roce 1938.

## Vozidla
Jediným vozem firmy pod názvem Delta byl typ 11. Byl to licenční model Tatra 11 a 12. K pohonu byl zvolen vzduchem chlazený dvouválec boxer o objemu 1056 cm³ s výkonem 12 koní, později nahrazený motorem se zvýšeným výkonem 14 koní. 
Od roku 1928, kdy byl název firmy změněn z Delta na Detra, byl model přejmenován na 4/14 PS. V roce 1928 nabídku rozšířil větší typ 8/40 PS.  Osazen byl čtyřválcovým motorem o objemu 1896 cm³ s výkonem 40 koní.